# Sainte-Marie (Ille-et-Vilaine)
Sainte-Marie é uma comuna francesa na região administrativa de Bretagne, no departamento de Ille-et-Vilaine. Estende-se por uma área de km², com 1813 habitantes, segundo os censos de 2006.